# Andrew Bowman
Andrew Bowman (* 21. Juni 1984) ist ein schottischer Badmintonspieler.

## Karriere
Andrew Bowman gewann in Schottland fünf Juniorentitel, bevor er 2005 erstmals bei den Erwachsenen erfolgreich war. Drei weitere Titel folgten bis 2008. Außerhalb seiner Heimat war er bei den Dutch International, den Welsh International und den Belgian International erfolgreich.

## Sportliche Erfolge
| Saison | Veranstaltung                       | Disziplin    | Platz | Name                                   |
| ------ | ----------------------------------- | ------------ | ----- | -------------------------------------- |
| 2001   | Schottland: Juniorenmeisterschaften | Mixed        | 1     | Andrew Bowman / Sarah Thain            |
| 2002   | Schottland: Juniorenmeisterschaften | Mixed        | 1     | Andrew Bowman / Sarah Thain            |
| 2002   | Schottland: Juniorenmeisterschaften | Herrendoppel | 1     | Andrew Bowman / Jamie Neil             |
| 2003   | Schottland: Juniorenmeisterschaften | Mixed        | 1     | Andrew Bowman / Hayley Donnelly        |
| 2003   | Schottland: Juniorenmeisterschaften | Herrendoppel | 1     | Andrew Bowman / Jamie Neill            |
| 2005   | Weltmeisterschaft                   | Mixed        | 17    | Andrew Bowman / Kirsteen McEwan-Miller |
| 2005   | Schottland: Einzelmeisterschaften   | Mixed        | 1     | Andrew Bowman / Kirsteen McEwan-Miller |
| 2006   | Schottland: Einzelmeisterschaften   | Mixed        | 1     | Andrew Bowman / Kirsteen McEwan-Miller |
| 2007   | Schottland: Einzelmeisterschaften   | Herrendoppel | 1     | Andrew Bowman / Watson Briggs          |
| 2007   | Dutch International                 | Herrendoppel | 1     | Kristian Roebuck / Andrew Bowman       |
| 2008   | Welsh International                 | Herrendoppel | 1     | Andrew Bowman / Martyn Lewis           |
| 2008   | Belgian International               | Herrendoppel | 1     | Andrew Bowman / Martyn Lewis           |
| 2008   | Schottland: Einzelmeisterschaften   | Herrendoppel | 1     | Andrew Bowman / David Gilmour          |